# Liste des monuments historiques de Kruchten
La Liste des monuments historiques de Kruchten contient deux monuments historiques à Kruchten, une municipalité allemande située dans le Land de Rhénanie-Palatinat et l'arrondissement d'Eifel-Bitburg-Prüm.

## Liste
| Monument                            | Adresse          | Coordonnées                      | Notice | Protection | Date | Illustration                        |
| ----------------------------------- | ---------------- | -------------------------------- | ------ | ---------- | ---- | ----------------------------------- |
| Maison, fin du 18e siècle           | Maximinstraße 45 | 49° 53′ 50″ nord, 6° 18′ 49″ est |        |            |      | Image manquante Téléverser          |
| Église catholique St. Maximin, 1852 | Maximinstraße 19 | 49° 53′ 59″ nord, 6° 18′ 56″ est |        |            |      | Église catholique St. Maximin, 1852 |